# 猫鼠游戏 (熟语)

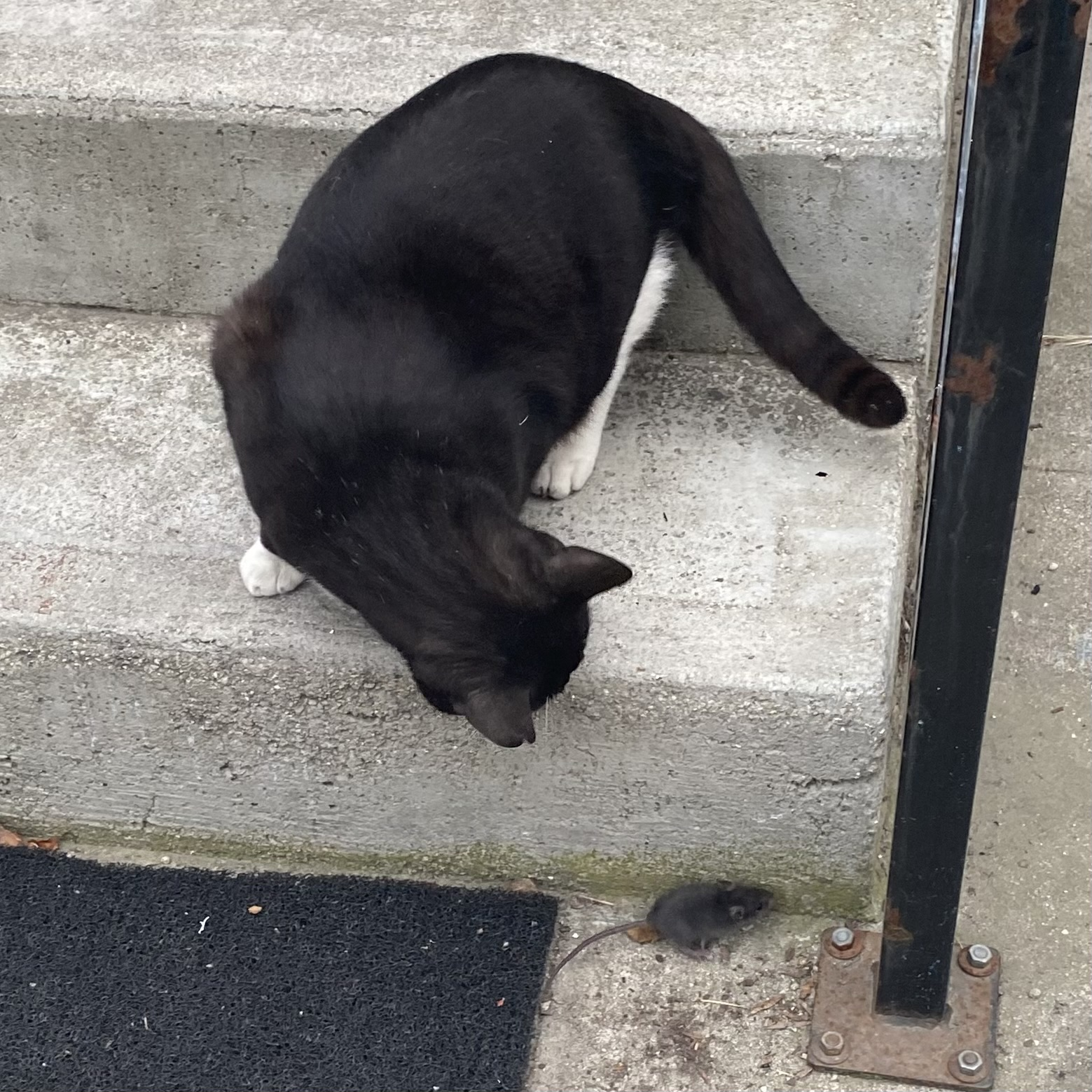
一只家猫正在捉黑鼠。家猫经常会反复捕捉释放猎物许多次，直到猎物彻底一动不动为止。

猫鼠游戏 (英语：cat-and-mouse game)，是一个英语中的熟语， 通常指“︁一种不自然的持续追逐，近距离抓捕，和一再的逃脱行为。”︁ 一般用来形容某种永无休止的竞争。
“猫”无法确保自己绝对能捉到“老鼠”，而老鼠尽管没法战胜猫，却能够屡次逃跑，避免被捉到。 这个熟语来源于家猫的捕猎行为 —— 猫经常“调戏”猎物，在抓到猎物后释放它们。
在口语中，它通常用来形容竞争者不断先后取得优势地位，导致一种事实上的僵局；也被用来指代捉迷藏游戏。

## 延申阅读
- 军备竞赛
- 给猫敲钟（英语：Belling the Cat）
- "猫和老鼠 (童话)", 一个格林童话中的故事。
- Cat play and toys（英语：Cat play and toys）
- 红皇后竞赛（英语：Red Queen's race）